# 遠征移動基地艦
刘易斯普勒级基地平台船（英語：Expeditionary Sea Base；），又譯机动登陆，為美國海軍的一級軍艦，以支持空中掃雷和特種作戰部隊的任務，預計建造六艘。本級艦在沒有港口可用的情況下提供支援，可用作直升機起降基地，還可以為軍事行動提供後勤支援，大大減少了對外國港口的依賴。

## 發展與設計
美國海軍根據《2011財年造艦長期計劃》將發展3支海上預置中隊，進一步發揮海上基地的功能，保障高強度強制進入作戰，每個預置中隊將編制一艘從陸軍接收的大型中速滚装船（LMSR）、一艘乾貨彈藥船和一艘新式的「機動登陸平台」。2011年1月，時任美國海軍部長雷·馬伯斯（Raymond Edwin Mabus Jr.）宣布，此級首艦命名為「劉易斯·B·普勒」號（USNS Lewis B. Puller）。
此級圍繞四項核心能力而設計：航空設施、客艙、支援設備中轉以及指挥控制。4800平方公尺的飛行甲板可同時起降兩架MH-53E海龍直升機，以及停放另外兩架MH-53，機庫可停放兩架直升機，還有武器彈藥儲存艙。任務相關設備甲板可載掃雷系統、剛性充氣艇、特戰攻擊快艇等。由於加裝飛行甲板使艦體重心升高，穩定性下降，此級與前級的遠征轉運船塢艦能半潛不同，此級任務甲板不再用於登陸艇泛水，而加裝1具載重能力為11公噸的起重機，可在3級海象下將水面載具放到海上。截至2021年年底，本級已驗證可搭載4艘Mark-105掃雷系統，加上4艘7公尺剛性充氣艇和12個20呎標準貨櫃，或是4艘41英尺剛性充氣艇和12個20呎標準貨櫃。目標是可搭載6艘Mark-105掃雷系統，加上4艘7公尺剛性充氣艇、4艘9公尺剛性充氣艇和20個20呎標準貨櫃，或是4艘12公尺剛性充氣艇、16個20呎標準貨櫃和10個ISU90 9x7呎區間吊運式貨櫃。
為了支持無人機起降，赫謝爾·「伍迪」·威廉斯號（ESB-4）整合了長頸鹿雷達。2023年2月，無人機探空在米格爾·基思號（ESB-5）上首度執行任務。
2022年年中，海军陆战队宣布打算讓两艘遠征轉運船塢艦退役。尽管与两栖攻击舰相比，它们的购买成本低廉，并且展示了海基概念，但它们只能在浪高低于3英尺的海象下與海运船接駁，并且减少了有效载荷、燃料容量和住宿空间以降低成本。因此陆战队决定以更成功的遠征移動基地艦來取代。
有分析指出此艦可搭載F-35戰機作為艦載機使用，但由於該艦甲板未經過抗高溫處理，難以經受住F-35尾焰的高溫燒蝕，也無法支持垂直起降，美國設計本級時，並未考慮搭載 F-35B，所以並未裝引導通信系統、助降系統等，目前無法起降F35。國家鋼鐵造船公司2023年展示了對此級的升級以滿足海軍與陸戰隊未來的需要，包括作為殺人鯨無人潛艦等自主水下載具以及無人機的母艦。

## 同級艦列表
| 舷號  | 中文艦名               | 英文艦名                 | 動工時間   | 下水日期   | 服役日期   | 現況   | 備註 |
| ESB-3 | 劉易斯·B·普勒號        | Lewis B. Puller          | 2013/11/5  | 2014/11/6  | 2015/6/12  | 服役中 |      |
| ESB-4 | 赫謝爾·“伍迪”·威廉斯號 | Hershel "Woody" Williams | 2016/8/2   | 2017/8/19  | 2018/2/22  | 服役中 |      |
| ESB-5 | 米格爾·基思號          | Miguel Keith             | 2018/1/30  | 2019/10/19 | 2021/5/8   | 服役中 |      |
| ESB-6 | 約翰·坎利號            | John L. Canley           | 2020/11/16 | 2022/06/25 | 2024/02/17 | 服役中 |      |
| ESB-7 | 羅伯特·西曼尼克號      | Robert E. Simanek        | 2022/05/27 | 2024/05/04 |            | 試航中 |      |
| ESB-8 | 小赫克托·A·卡費拉塔號  | Hector A. Cafferata Jr.  | 2024/04/25 |            |            | 建造中 |      |

## 照片集錦
- 米格爾·基思號遠征移動基地艦（ESB-5）
- 劉易斯·B·普勒號在演習中收回Mark-105掃雷系統
- 無人機探空將從赫謝爾·「伍迪」·威廉斯號上起飛
- 無人飛機探空降落在赫謝爾·「伍迪」·威廉斯號上